# Fantasia (film, 2004)
Pour les articles homonymes, voir Fantasia.
Fantasia (en chinois : 鬼馬狂想曲 ; Gwai ma kwong seung kuk) est une comédie hongkongaise réalisée par Wai Ka-fai en 2004.

## Synopsis
Le film est un hommage aux classiques de la comédie hongkongaise qui a joué pour les frères Hui's, Michael Hui, Samuel Hui et Ricky Hui.

## Distribution
- Cecilia Cheung
- Sean Lau
- Louis Koo
- Jordan Chan
- Francis Ng
- Christy Chung
- Gillian Chung